# Księstwo Reuss (linii młodszej)
Księstwo Reuss, linii młodszej, także Księstwo Reuss-Gera (niem. Fürstentum Reuß-Gera) – mały kraj niemiecki, we wschodniej części dzisiejszej Turyngii. Stolicą księstwa było Gera. W latach 1806–1815 kraj Związku Reńskiego, a od 1815 roku państwo Związku Niemieckiego. Od 1871 roku kraj Cesarstwa Niemieckiego.

## Historia
Tereny księstwa wyodrębniły się w 1564 roku, kiedy po śmierci Henryka XIII jego synowie podzielili swoje państwo na trzy hrabstwa:
- Reuss Dolnego Greiz,
- Reuss Górnego Greiz,
- Reuss-Gera.

Po śmierci Henryka III, hrabiego Greiz, 17 marca 1768 roku doszło do zjednoczenia Górnego i Dolnego Greiz. Zjednoczone hrabstwo było zarządzane przez główną i pierwszą gałąź domu Reuss – stąd określenie linii starszej. W 1778 roku nastąpiło podniesienie linii do rangi książąt (Reuss linii starszej). Reuss-Gera natomiast było rządzone przez grafów (hrabiów) z linii młodszej, których w 1806 roku podniesiono również do rangi książąt. W 1918 roku obalono monarchię i ustanowiono, łącząc ziemie obydwu dawnych księstw Reuss, Republikę Reuss.

## Książęta
- Henryk XLII (1806-1818)
- Henryk LXII (1818-1854)
- Henryk LXVII (1854-1867)
- Henryk XIV (1867-1913)
- Henryk XXVII (1913-1918)